# 蒙德拉贡大学
蒙德拉贡大学（缩写MU）是一所位于西班牙巴斯克自治區的私立大学，1997年正式建校。该大学是蒙德拉貢公司的一部分，校本部位于吉普斯夸省的蒙德拉贡。
截至2016年2月，该校约有四千名学生，提供22个本科学位，13个硕士学位，以及双学位等其他学位课程。

## 历史
蒙德拉贡大学的前身是成立于1943年的高等理工學院。
1997年，蒙德拉貢公司旗下的三所教育公司进行了合并，成立了新的学院，并附属于巴斯克大学。新成立的学院是具有公司性质的非营利性组织，最大的特点是与蒙德拉貢公司之间的密切关系。1997年5月30日，巴斯克自治区议会通过政令，正式承认蒙德拉贡大学。

## 院系设置

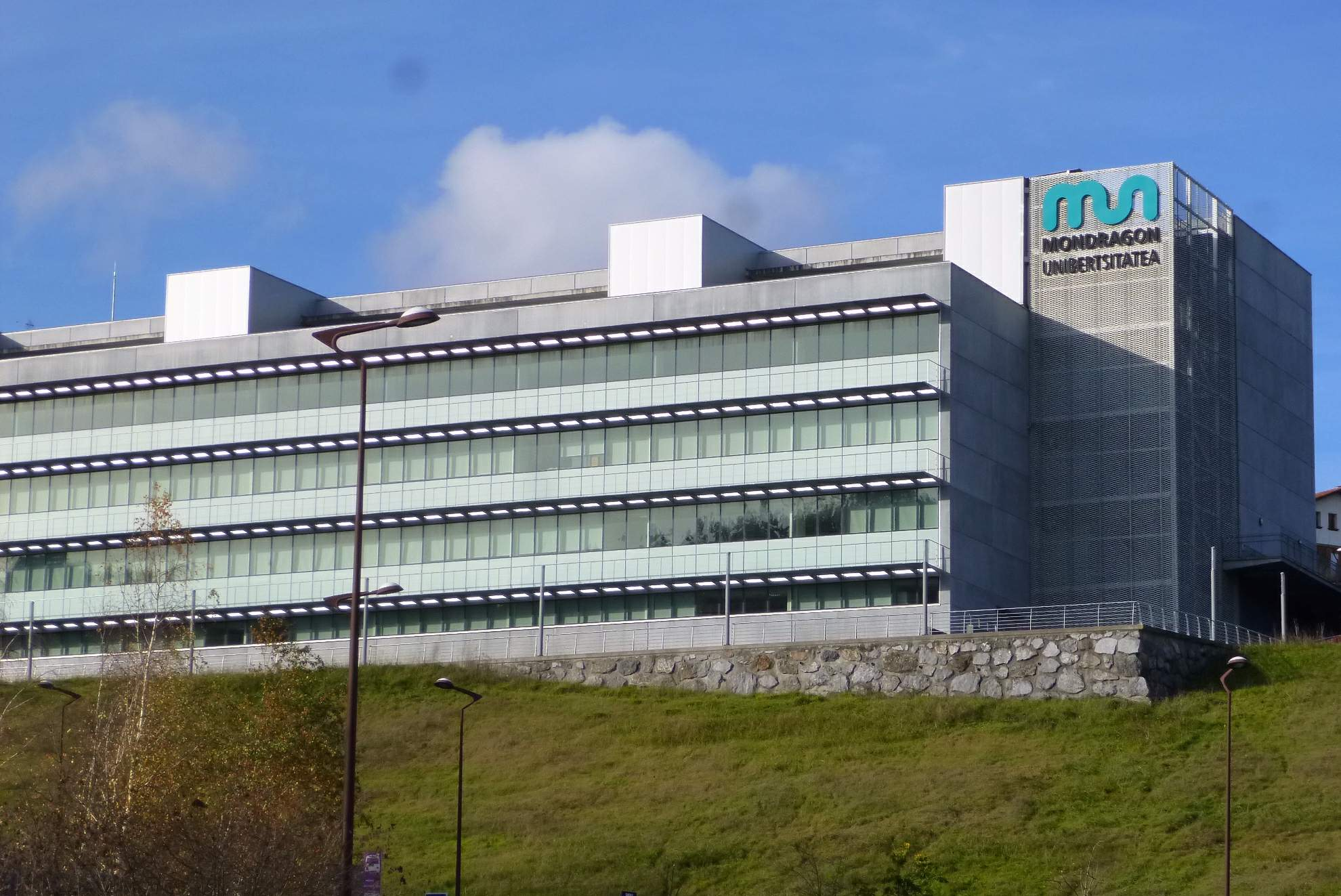
高等理工学院

蒙德拉贡大学有四所学院：
| 学院名称                    | 校区位置                     | 专业 |
| --------------------------- | ---------------------------- | ---- |
| 工程学院（原高等理工学院）  | 蒙德拉贡/奥尔迪西亚/埃尔纳尼 |      |
| 商学院                      | 奥尼亚蒂/伊倫                |      |
| 人文教育学院                | 埃斯科里亚特萨/阿雷查瓦莱塔  |      |
| 巴斯克烹饪中心—美食科学学院 | 圣塞瓦斯蒂安                 | 烹饪 |